# Darwinprisen
Darwinprisen (engelsk Darwin Awards) er en særlig slags hæder, som tildeles personer, som gennem dum og spektakulær adfærd har forbedret den menneskelige genetiske pulje ved at hindre egne gener i at nå frem til nye generationer. Prisen har navn efter evolutionsteorien ophavsmand Charles Darwin og uddeles via World Wide Web. Der er ikke forbundet penge eller andet materielt med prisen; kun omtale.
Man kan kun kvalificere sig til prisen gennem ekstraordinært dum opførsel, så som at jonglere med håndgranater (Kroatien, 2001), springe af et fly for at fotografere faldskærmsudspringere uden selv at have faldskærm på (North Carolina, 1987), bruge en lighter til at oplyse en brændstoftank, for at undersøge, om den er tom (São Paulo, 2002), eller at opvarme en lavalampe på en ovn. De fleste prismodtagere omkommer ved handlingen, men selv-sterilisation er tilstrækkelig.
Hæderfuld omtale (Honorable Mentions) tildeles personer, som har gjort et godt forsøg, men ikke har formået at hindre egne gener i at komme videre. Deres dumheder er omtale værd, om ikke andet så for at advare andre om ikke at være i nærheden af dem ved deres næste forsøg. Blandt disse findes en mand, som blev kørt over af en lastbil mens han jagtede en tom øldåse (Texas, 2002) og folk, som klappede hajer, mens disse spiste af et hval-kadaver (Australien, 2001).

## Regler
Fem betingelser skal være opfyldt, førend prisen kan tildeles:
1. Udelukkelse af fremtidig reproduktion.
Dette punkt er genstand for grænsedragningsdiskussion på områder som alder, kloning, indskud i sædbanken og cølibat. Bør steriliserede (eller kvinder efter overgangsalderen), som i forvejen ikke længere kan få børn, kunne kvalificere sig? Personer, som er isolerede på en øde ø, antages at være udelukket. På den anden side har en mand vundet prisen, selv om han stadig havde sine testikler i behold, efter at have limet sig til en flodhest og var blevet oversprøjtet med fækalier – begrundelsen var, at ingen kvinde i fremtiden ville have noget med ham at gøre. Et grænsetilfælde er kvinder, som på grund af deres handling kommer i fængsel så længe, at de, når de igen kommer ud, ikke længere er frugtbare.
2. Udvist udpræget dårlig dømmekraft.
Almindelige dumheder kvalificerer ikke til prisen; handlingen skal være spektakulær på en eller anden måde. Fx kan man ikke kvalificere sig ved at ryge i sengen eller ved at drikke sig ihjel.
3. Resultat af egne handlinger.
Der skal være kausal sammenhæng mellem handlingen og den manglende reproduktionsmulighed. Det kvalificerer ikke at ramme andre eller at blive ramt af konsekvensen af andres dumhed. Generelt er det diskvalificerende, at andre dør som følge af handlingen – dette udelukker sammen med den forrige regel spritbilister.
4. Modenhed – kandidaten skal kunne træffe ansvarlige beslutninger.
Børn og evnesvage er udelukket fra prisen. Undtagelsesvis har man dog givet prisen til en 13-årig pige, som døde af at sniffe insektgift (New Zealand, 2001).
5. Verificerbarhed – hændelsen skal kunne bekræftes.
Beregningen skal underbygges af (pålidelige) avisartikler, tv-indslag eller vidner. Vandrehistorier er således udelukket.

Ydermere kræves, at man indstilles indenfor ét år efter hændelsen. Personen, som vandt gemmeleg for fem år siden ved at forsvinde helt, skal således indstilles indenfor et år efter at hans skelet findes i en brønd.
Kravet om udpræget dårlig dømmekraft udelukker som hovedregel følgende handlinger, som anses for at være for almindelige:
- At bruge elledninger som tovbane.
- Rygning i et ilttelt.
- At blive ramt af et tog eller en bil.
- At lægge trykbeholdere eller væskefyldte beholdere i en ovn.
- Klatre ind til vilde dyr i en zoologisk have.
- Tisse på elledninger eller strømførende jernbanespor.
- Visse former for uforsigtighed med brændbare væsker (især tænding af bål med benzin).
- Gentagelse af en allerede indberettet historie.
- Kriminelle, som dræbes under flugt fra politiet.

Undtagelser fra ovenstående eksisterer, men en nominering kræver da en særlig grad af udvist dumhed i forhold til normale nominerede.

## Historie
Udtrykket Darwin Awards kendes først fra et usenet-indlæg fra den 7. august 1985 om hvad senere viser sig at være en vandrehistorie om en mand, som under et forsøg på at tømme en vekselautomat ved at vælte den, knuses under denne. Næste gang udtrykket optræder er den 7. december 1990 i en klassisk vandrehistorie om en raketdrevet bil. Fra 1993 samler Wendy Northcutt nomineringer – se darwinawards.com (nedenfor).

## Bøger
Der er udgivet tre bøger med underholdende historier:
- The Darwin Awards: Evolution in Action (2002) ISBN 0-452-28344-2
- The Darwin Awards II: Unnatural Selection (2003) ISBN 0-452-28401-5
- The Darwin Awards III: Survival of the Fittest (2004) ISBN 0-525-94773-6

## Film
En film The Darwin Awards instrueret af Finn Taylor havde verdenspremiere i januar 2006.